# Ninho do Açor e Sobral do Campo
Ninho do Açor e Sobral do Campo (llamada oficialmente União das Freguesias de Ninho do Açor e Sobral do Campo) es una freguesia portuguesa del municipio de Castelo Branco, distrito de Castelo Branco.

## Historia
Fue creada el 28 de enero de 2013 en aplicación de una resolución de la Asamblea de la República de Portugal promulgada el 16 de enero de 2013 con la unión de las freguesias de Ninho do Açor y Sobral do Campo, pasando su sede a estar situada en la antigua freguesia de Ninho do Açor.

## Demografía
| Gráfica de evolución demográfica de Ninho do Açor e Sobral do Campo entre 2011 y 2021 |
|                                                                                       |
| Datos según el nomenclátor publicado por el INE portugués.                            |